# Warner Music Group
Warner Music Group er den tredjestørste koncern og familie af pladeselskaber i pladeindustrien (efter Universal og Sony Music), hvilket gør koncernen til et af de fire store pladeselskaber. 
Den nuværende inkarnation af selskabet blev dannet i 2004, da den blev udskilt fra Time Warner, og som følge heraf, har Time Warner ikke længere noget ejerskab. Warner Music Group har også en musikudgivelseafdeling kaldet Warner / Chappell Music, som i øjeblikket er en af verdens største musikforlag.
Warner Music Group har hovedsæde i New York City, USA.
Warner Music Group er etableret i Danmark, hvor gruppen bl.a. har artisterne Kim Larsen, Christopher, Birthe Kjær m.fl.

## Pladeselskaber der indgår i Warner Music Group

### Atlantic Records Group
- 1st & 15th Entertainment
- 143 Records
- Atlantic Records
- Bad Boy Records
- Elektra Records
- Fort Knocks Entertainment
- Lava Records
- Roadrunner Records
- Colonies Records

### Warner Bros. Records Inc.
- Warner Bros. Records
- Blacksmith Records
- Maverick Records
- Nonesuch Records
- Reprise Records
- Festival Mushroom Records
- RuffNation Records
- Sire Records
- Word Entertainment (sammen med Curb Records)
  - Word Distribution (Christian Boghandlere distribution)
  - Word Label Group
    - Word Records
    - Myrrh Records
    - Squint Entertainment

  - Word Music Publishing
  - Word Music (Printed Music)

### Rhino EntertainmentCompany
- Atco Records
- Rhino Records
- Rhino Home Video
- Warner Custom Products
- Warner Music Group Soundtracks
- WMG Film, Television & Commercial Licensing
  - Warner Strategic Marketing

### Ryko Corporation
- Rykodisc Records
- Ryko Distribution
- Cordless Recordings

### Independent Label Group
- Asylum Records
- East West Records
  - Adeline Records
  - Better Looking Records
  - The Bevonshire Label
  - Born & Bred Records
  - Broken English
  - Fearless Records
  - Floodgate Records
  - Liberty & Lament
  - Montalban Hotel
  - One Eleven Records
  - Perfect Game Recording Co.
  - Silent Majority Group
  - Tent Show
  - Triple Crown Records
  - Volcom Entertainment
  - We Put Out Records
  - Rhymesayers Entertainment
- Eleven: A Music Company

### WEA International Inc.
- Warner Music UK
  - Warner Bros. Records UK
  - Atlantic Records UK
  - London Records
  - 679 Recordings
- Liberation Music
- Ivy League Records
- Warner Music Gallo Africa
  - Gallo Music Group
- 1967 Ltd
  - Must Destroy Records
  - The Beats
  - Warner Strategic Marketing

### Alternative Distribution Alliance
- Chiyun Records
- Vice Records
- Lightyear Entertainment
- Sub Pop
- New Line Records
- Green label records
- SaraBellum Records
- VMG Recordings
- Teleprompt Records
- Rhymesayers Entertainment